# Anticuerpo antitiroideo
Los anticuerpos antitiroideos son un tipo de anticuerpos producidos por el sistema inmunológico que se dirigen contra la glándula tiroides por un fenómeno de autoinmunidad, es decir forman parte de una respuesta inmunitarias anómala del organismo contra sus propias células y tejidos sanos. Tienen importancia en medicina porque su determinación en sangre sirve para diagnosticar enfermedades autoinmunes que afectan al tiroides, por ejemplo la tiroiditis de Hashimoto.
Existen varios tipos de anticuerpos antitiroideos, entre ellos los anticuerpos antiperoxidasa y los anticuerpos contra la tiroglobulina. 

## Anticuerpos antiperoxidasa
La peroxidasa tiroidea es una enzima que se encuentra en la glándula tiroides y participa en la síntesis de la tiroxina (T4) y triyodotironina (T3). Los anticuerpos contra la peroxidasa tiroidea se denominan de forma abreviada anti-TPO. Su presencia en sangre indica la posible existencia de tiroiditis de Hashimoto, aunque pueden aparecer en otras enfermedades del tiroides como la enfermedad de Graves-Basedow y de forma transitoria en la tiroiditis subaguda y la tiroiditis postparto, también en personas sin signos de enfermedad. Los anticuerpos antiperoxida se pueden detectar en sangre varios años antes de que aparezcan signos claros de enfermedad tiroidea, por lo que su determinación en pacientes que presentan niveles de TSH en el limite superior de la normalidad con hormonas tiroideas normales puede ser util para identicar a los que van a evolucionar hacia hipotiroidismo.

## Anticuerpos contra la tiroglobulina
La tiroglobulina es una glicoproteína precursora de las hormonas tiroideas triyodotironina (T3) y tetrayodotironina o tiroxina (T4). los anticuerpos contra la tiroglobulina tienen menos utilidad como método diagnóstico que la de los anticuerpos antiperoxidasa. Se detectan en la sangre del 70% de los pacientes de tiroiditis de Hashimoto, el 60% de los diagnosticados de hipotiroidismo de causa no conocida, el 30%  de los pacientes afectos de enfermedad de Graves-Basedow, en una pequeña prorción de las personas con cáncer de tiroides y en el 3% de los que no padecen ninguna enfermedad de la glándula tiroides.

## Anticuerpos contra el receptor de TSH
Los anticuerpos dirigidos contra los receptores de TSH se unen a los receptores específicos de la TSH que se encuentran situados en la membrana de las células tiroideas e inhiben la unión a los mismos de la TSH, pueden tener una acción estimulante o inhibidora. Los primeros se presentan de forma característica en la enfermedad de Graves-Basedow y hacen que la tiroides produzca hormonas tiroideas en exceso causando hipertiroidismo. Cuando su acción es inhibidora provocan un estado de hipotiroidismo.